# Loucká Mlýnka
Loucká Mlýnka (čhp 2-03-03-0510) je vodní náhon protékající katastrálním územím Chotěbuz, Louky a Darkov v okrese Karviná.

## Popis
Loucká Mlýnka byla vybudována pro napájení Louckých rybníků. Její začátek byl u jezu na řece Olši v ř. km. 34,720 ve Zpupné Lhotě. Od jezu náhon směřoval souběžně s řekou Olší, přičemž kopíroval patu svahů části Podobora, Obora a Loucký les. Následovala soustava Louckých rybníků, které v osmdesátých letech 20. století zanikly vlivem důlní činnosti. Loucká Mlýnka směřuje na severozápad, kde protéká Velkým mlýnským rybníkem, Velkým rybníkem a vodními plochami, které vznikly poklesem oblasti vlivem důlní činnosti. Od mostu Sokolovských hrdinů teče souběžně s tokem řeky Olše a v ř. km 23,45 do ní ústí.
Z Dolu ČSM závod sever byly do Loucké Mlýnky přečerpávány pročištěné odpadní vody. Přečištěná voda se využívá v třídírně uhlí nebo ke splavování popílku do dolu, nevyužitá je přečerpávána do Loucké Mlýnky v ř. km 2 v množství 5,8 l/s (v období 2007–2010 pro nádrž E). V závodě jih byly vody vypouštěny do bezejmenného přítoku Loucké Mlýnky v množství 7,93 l/s
Vlivem těžby uhlí v důsledku poklesů vznikaly podél Loucké Mlýnky mokřady a vodní plochy. V katastru Darkov vzniklo mezi silnicí I/67 a železniční trati Bohumín–Čadca poklesové jezero, jímž Loucká Mlýnka protéká. Jezero o rozloze 35 ha má místy hloubku až 23 m.
Loucká Mlýnka je ve správě OKD v úseku ř. km 0–7,0 a obecního úřadu Chotěbuz v úseku ř. km 7,0–10,117.

## Vodní stavby
U jezu v ř. km 34,720 řeky Olše byla v místě bývalé slévárny v roce 2009 postavena MVE se třemi kaplanovými turbínami s celkovým výkonem 270 kW. Jez je betonový 92 m dlouhý a 2,8 m vysoký.
V ř. km 8,7 v části Podobora stojí bývalý Santariův vodní mlýn, který byl přestavěn na obytnou stavbu.
V Loukách se Mlýnka větvila ř. km 6,2 a jedna část směřovala k mlýnu Obere Mühle (čp. 63/5) u silnice I/67 a vracela se zpět asi v ř. km 5,6. Další vodní mlýn v Loukách byl  Louckou Mlýnkou poháněn Grobelný Mühle z 18. století u Louckých rybníků. V Darkově v oblasti Lipiny byl další vodní mlýn Lipiner Mühle.